# Скобла, Иржи
Иржи Скобла (чеш. Jiří Skobla; 16 апреля 1930, Прага — 18 ноября 1978, Прага) — чехословацкий легкоатлет (толкание ядра). Участник трёх Олимпийских игр (1952, 1956, 1960), бронзовый призёр игр 1956 года. Заслуженный мастер спорта Чехословакии.

## Биография
Родился 16 апреля 1930 года в Праге в семье тяжелоатлета Ярослава Скоблы, олимпийского чемпиона 1932 года. В подростковом возрасте участвовал в Пражском восстании. Получил профессию кондитера. Играл в футбол. Защищал цвета команды «Олимпия» (Старе-Место). Являлся членом Корпуса национальной безопасности.
В 17 лет пошёл по стопам отца, начав заниматься тяжёлой атлетикой. Участвовал в чемпионате начинающих тяжелоатлетов в феврале 1949 года, а спустя месяц — в юношеском чемпионате. Стал чемпионом Чехословакии среди юношей с результатом 285 килограммам. На соревнованиях получил травму межпозвоночного диска из-за чего врачи запретили ему заниматься тяжёлой атлетикой.
После выздоровление он продолжил заниматься спортом в рамках лёгкой атлетики. Вначале обратил внимание на метание молота, но в итоге остановился на толкании ядра. Через восемь месяцев тренировок он дебютировал на чемпионате Чехословакии, где занял девятое место. Продолжив тренировки он бросил ядро на 15 метров на чемпионате Праги. Свою первую победу на чемпионате Чехословакии Иржи одержал в 1951 году. Первоначально тренировался под руководством Отакары Яндеры, а впоследствии его тренером стал Ото Водичка из клуба «Спарта». Позднее Скобла перешёл в клуб «Дукла».

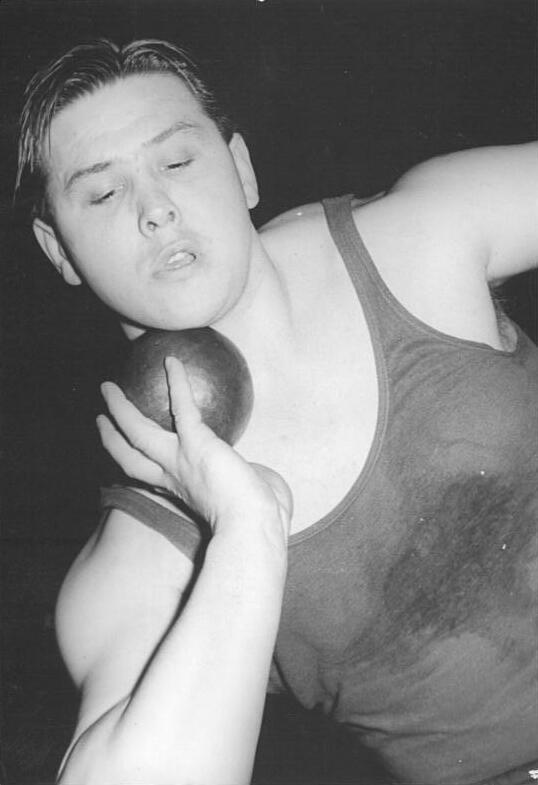
На соревнованиях в 1957 году

Впервые на Олимпийских играх выступил в 1952 году в Хельсинки, где занял девятое место. Продолжил спортивную карьеру в рамках военной службы, куда был призван на срочную службу. Имел звание майора Чехословацкой народной армии.
В 1954 году Иржи Скобла стал чемпионом Европы в Берне с рекордом в 17,20 метра. На V Всемирном фестивале молодёжи и студентов в Варшаве в 1955 году стал вторым с результатом 16 метров 94 сантиметра. Бронзовые медали чехословацкий спортсмен добыл на Олимпийских играх 1956 года в Мельбурне и чемпионате Европы 1958 года в Стокгольме. Стал первым представителем европейских стран, который превысил результат в 18 метров. Завоевал золото на Спартакиаде дружественных армий 1958 года в Лейпциге (17,84). На Олимпиаде в Риме в 1960 году занял девятое место.
В общей сложности он шесть раз побеждал на чемпионате Чехословакии, имея в своём активе национальный рекорд в виде 18,50 метра 1963 года. Окончательно он завершил карьеру в 1966 году, после чемпионата Европы в помещении, где Иржи Скобла занял третье место.
Впоследствии он стал тренером. Работал в клубе «Дукла». Тренировал таких метателей метателей ядра как Ярд Брабец, Яромир Влк, Франтишек Жемба, Гонзу Скупе и Зденек Дворжак, а также метателей молота — Ярда Харвата, Петра Горака, Станда Плугаржа и Радомила Скумаля. Состоял в коммунистической партии. Свободно владел русским языком. В 1970-е годы являлся членом Центрального комитета Чехословацкого общества физической культуры. Входил в спортивный комитет Федерации легкой атлетики Чехословакии, где курировал толкание ядра.
Участвовал в чемпионате мира среди ветеранов в 1977 году, где занял первое место с результатом 15,43 метра.
Скончался 18 ноября 1978 года в Праге. По словам Михала Полака из Антидопингового комитета Чехии причиной смерти Скоблы стало употребление анаболиков. Его урна с прахом хранится в крематории Страшнице.

## Результаты
| Год  | Турнир                                         | Город     | Место | Результат |
| ---- | ---------------------------------------------- | --------- | ----- | --------- |
| 1952 | Олимпийские игры                               | Хельсинки | 9     | 15,92     |
| 1954 | Чемпионат Европы                               | Берн      | 1     | 17,20     |
| 1956 | Олимпийские игры                               | Мельбурн  | 3     | 17,65     |
| 1958 | Чемпионат Европы                               | Стокгольм | 3     | 17,12     |
| 1958 | Спартакиада дружественных армий                | Лейпциг   | 1     | 17,84     |
| 1960 | Олимпийские игры                               | Рим       | 9     | 17,39     |
| 1962 | Чемпионат Европы                               | Белград   | 6     | 17,87     |
| 1966 | Европейские легкоатлетические игры в помещении | Дортмунд  | 3     | 18,08     |